# Hellyethira naumanni
Hellyethira naumanni is een schietmot uit de familie Hydroptilidae. De soort komt voor in het Australaziatisch gebied.